# ŽFK Spartak Subotica
ŽFK Spartak (srp. ЖФК Спартак Суботица) je ženski nogometni klub iz Subotice u Srbiji. Tradicionalne boje kluba su plava i bijela, a nadimak je Plave golubice.

## Povijest
Klub je osnovan 20. svibnja 1970. godine nа iniciјаtivu Ivana Korponaića. Budući da je bio iz poduzeća Željezničar, novi klub je dobio to ime. Tijekom 1970-ih ŽFK Željezničar je postao dijelom športskog društva Spartak. Prvotno je klub trenirao na igralištu NK Bačke. Kada je klub promijenio ime u Spartak, treniralo se na igralištima subotičkog gradskog stadiona.
Željezničarove nogometašice su sudjelovale na prvom prvenstvu Jugoslavije u nogometu za žene koje se održalo 1974./75. i odmah su postale prvakinje. Tijekom daljnjih desetljeća postojanja, klub je upao u financijske teškoće. Ipak, nakon financijske intervencije 2011. su postale prvakinje, pobijedivši u svim utakmicama.

## Uspjesi
1. Prvenstvo Srbije
  - Prvakinje (6): 2010./11., 2011./12., 2012./13., 2013./14., 2014./15., 2015./16.
  - Doprvakinje (1): 2009./10.
2. Kup Srbije
  - Pobjednice Kupa (5): 2011./12., 2012./13., 2013./14., 2014./15., 2015./16.
  - Finalisti (1): 2010./11.
3. Prvenstvo Jugoslavije
  - Prvakinje (1): 1974./75. (pod imenom Željezničar)

## Poznatie igračice
| - Jelena Čanković - Dorine Chuigoué - Josée Nahi - Ines Nrehy | - Jeannette Yango - Adrienne Iven - Gaëlle Enganamouit - Claudine Meffometou | - Olja Cupić - Rózsa Dömsödi - Slobodanka Milanko - Jana Vilov |